# Guardianes de los Cedros
Los Guardianes del Cedro o Guardianes de los Cedros (en árabe: حراس الأرز, Hurras al-Arz; francés: Gardiens du Cedre o Gardiens des Cèdres) son un partido ultranacionalista y fenicista de extrema derecha y antigua milicia del Líbano. Fue formado por Étienne Sakr «Abu Arz» (Padre de los Cedros) a inicios de los años 70. Operó en la guerra civil libanesa bajo los lemas «Líbano, a tu servicio» (en árabe: لبيك لبنان, Labbayka Lebnan) y «Dios, Humanidad, y el Líbano» (الله الإنسان و لبنان; Allah, el Insan, w Lebnan).

## Historia

### Creación y Aparición
Los Guardianes de los Cedros, inicialmente 'Partido de Renovación Libanés', ya había estado formando una milicia desde los años anteriores al conflicto y comenzó sus operaciones en abril de 1975, cuando la guerra civil apenas iniciaba.
En septiembre de 1975, difundieron el Comunicado n.º 1, que denunciaba a aquellos que apoyaban la "partición del Líbano". El segundo Comunicado atacaba a los refugiados palestinos en el país. El tercero mostraba las posiciones del partido sobre la identidad del Líbano, y que Líbano debía separarse del "Arabismo". Los Guardianes de los Cedros difundían sus mensajes con grafitis en el Beirut Oriental de mayoría cristiana maronita, incluyendo mensajes contra Siria, la "Resistencia Palestina" y el Panarabismo, a veces con lemas violentos contra los palestinos como "على كل لبناني ان يقتل فلسطينيا" (Es el deber de cada libanés matar a un palestino).

## Guerra civil libanesa

### Años 1970
En 1976, los Guardianes de los Cedros se unieron con otras milicias cristianas para formar el Frente Libanés. En marzo del mismo año, se enfrentaron con las fuerzas musulmanas de izquierda (principalmente palestinas) en Beirut Occidental. Una unidad de los Guardianes de los Cedros fue enviada a Zaarour para apoyar a los miembros de las Falanges Libanesas luchando allí. En abril, defendieron Hadath, Bsaba, Kfarshima y el sur de Beirut contra una coalición de miembros del Partido Social Nacionalista Sirio (PSNS), el Partido Socialista Progresista (PSP) y sus aliados pertenecientes a milicias palestinas aliadas a la OLP.
Los Guardianes de los Cedros fueron de las primeras milicias cristianas en atacar el campo de refugiados palestinos de Tel al-Zaatar, el último que quedaba en Beirut Oriental, conocido por haber sido un bastión de las organizaciones armadas de izquierda en el Líbano, las cuales construían posiciones militares dentro de áreas llenas de civiles. Después de 52 días de sitio, el campo cayó en lo que se conoce como la batalla de Tel el Zaatar. Participaron en las batallas de Karantina y Jisr el Basha.
El líder de la milicia, Étienne Sakr, lideró personalmente a una unidad que se dirigía a Chekka, en el norte del Líbano, donde las milicias y civiles cristianos estaban siendo asediados por las milicias palestinas, quienes vieron combates con los Guardianes de los Cedros.
El grupo y sus aliados invadieron el distrito de Koura y alcanzaron Trípoli, para apoyar a los residentes cristianos atrapados. En 1978, tras la Guerra de los Cien Días, en la que la alianza entre las Falanges, las milicias cristianas y Siria terminó, los Guardianes de los Cedros atacaron posiciones sirias, haciendo lo mismo durante la importante Batalla de Zahlé en 1981.
Durante este período, los Guardianes de los Cedros fueron conocidos por su crueldad; la milicia ataba a prisioneros palestinos al baúl de un automóvil, para ser arrastrados en largos trayectos en carreteras para causar una muerte larga y dolorosa. Luego, sus cadáveres serían arrojados al lecho de un río seco. Al ordenar a sus seguidores matar a cualquier palestino, Sakr afirmó una vez: "Si sienten compasión por las mujeres y los niños palestinos, recuerden que son comunistas y darán a luz a nuevos comunistas".

### Años 1980
En 1985, los Guardianes de los Cedros defendieron ferozmente Kfar Falous y Jezzine, combatiendo a milicias palestinas, chiíes y drusas y de paso defendiendo a los cristianos en el sur del Líbano.
Hacia finales de la década de 1980 hasta el 2000, la guerra civil comenzaba a terminar y la mayoría de combates sucedían ahora en el Sur del Líbano, principalmente en la zona ocupada por Israel tras la invasión de 1982 que estaba bajo el Ejército del Sur del Líbano o SLA (aliado a los Guardianes de los Cedros) del mayor Saad Haddad y después del general Antoine Lahd, este último era cercano al Partido Nacional Liberal (o Ahrar). Varias milicias fueron reorganizadas en el SLA, preservando sus ideologías y aprendiendo nuevas tácticas.

## Estructura militar y organización
El Partido de Renovación Libanés comenzó a formar su milicia de manera silenciosa en 1974 por Étienne Sakr, en su capacidad como presidente del partido, haciendo la existencia de dicha milicia oficial en septiembre de 1975 con el Comunicado n.º 1 (ya mencionado), usando el nombre «Guardianes de los Cedros». Al Inicio tenía 500 hombres y mujeres entrenados por un joven oficial del ejército libanés, Keyrouz Barakat y equipados con armas obsoletas compradas en el mercado negro, con cuarteles en Achrafieh. Aunque los miembros de los Guardianes de los Cedros eran exclusivamente cristianos católicos maronitas, Étienne Sakr supuestamente tenía guardaespaldas chiíes. El colapso del Ejército Libanés en enero de 1976 le permitió a Sakr reclutar a desertores y tomar equipamiento de las estaciones de policía de las Fuerzas de Seguridad Interna. Esto incrementó las filas de la milicia rápidamente, llegando a obtener entre 3,000 a 6,000 miembros con armas modernas.
Los Guardianes de los Cedros fueron entrenados y financiados por las Falanges Libanesas, Al-Tanzim y supuestamente Israel. Fueron el único partido del Frente Libanés que nunca recibió apoyo de Siria dado a su extrema oposición hacia a aquel país.

### Actividades y áreas de operación
En marcado contraste con casi todas las facciones cristianas, el grupo despreciaba cualquier actividad delictiva como el tráfico de drogas, la extorsión o el saqueo, y su líder Étienne Sakr nunca buscó establecer un feudo personal. Aunque los Guardianes afirmaron que "no centraron sus operaciones militares en territorio", mantuvieron fuertes posiciones en los barrios maronitas de Beirut Oriental, el distrito adyacente de Matn (Laklouk, cerca de Akoura), el distrito de Batrún (Tannourine), el este distrito de Keserwan (Ayoun es-Simane) y la región de Jabal Amel (Kfar Falous, Jezzine, Marjayoun, Qlaiaa, Ain Ebel y Rumeish). En mayo de 1979 incluso se enfrentaron con la Milicia de los Tigres del PNL en Beirut por el control de los distritos de Furn esh Shebbak y Ain el-Remmaneh, y por la ciudad de Akoura en el distrito de Biblos.
El comandante principal de la organización, Étienne Sakr, era conocido por castigar fuertemente a aquellos miembros que cometían robos o consumían estupefacientes.

## Equipamiento

### Armas y equipamiento

#### Vehículos blindados y tanques[8]
La milicia creó su propia fuerza mecanizada, entre los que se encontraban los siguientes:
- Un solo M50 Super Sherman
- M113
- M42 Duster
- V-200 Bravia Chaimite

#### Artillados y Camiones Armados
Los Guardianes de los Cedros tenían varios camiones armados y artillados, que llevaban ametralladoras pesadas, cañones sin retroceso y cañones automáticos antiaéreos.
- UAZ-469
- Land Rover Series II-III
- Santana Series III (Versión española del Land Rover Series III)
- Dodge D Series (tercera generación)
- Jeep J20
- GMC Sierra Custom K25/K30
- Chevrolet C-10 Cheyenne
- Chevrolet C-20 Scottsdale
- Camión GMC C7500
- REO M35

## Creencias políticas
Los Guardianes de los Cedros tienen las siguientes creencias, principalmente:
- Líbano es una nación antigua de etnia única.
- Los libaneses actuales descienden de los fenicios y no son árabes (Fenicismo).
- Fenicia es el origen de la cultura occidental.

Esto ha llevado a los Guardianes de los Cedros a sostener que los libaneses no son árabes. La consecuencia política de esta postura aboga por la "des-arabización" del Líbano. Del mismo modo, los seguidores hacen una distinción entre árabe y 'libanés', con el objetivo de restaurar la forma creada por el filósofo libanés Said Akl (quien simpatizaba con los Guardianes de los Cedros). Los Guardianes de los Cedros han adoptado posiciones hostiles al panarabismo. Se cree que esta es la razón principal por la que no crecieron como partido en el Líbano fuera de la comunidad maronita.
El propio Sakr había luchado contra las fuerzas panárabes en la crisis del Líbano de 1958. Durante ese tiempo, Camille Chamoun entró en el Pacto de Bagdad liderado por los Estados Unidos, pero enfrentó una dura resistencia de una gran parte del pueblo libanés, y esto luego llevó al fracaso de esta alianza.
Después de una fuerte participación palestina en la guerra civil libanesa, los Guardianes cultivaron lazos con el ejército israelí, recibiendo armas y apoyo. Algunos seguidores sostienen que fue una colaboración necesaria y no un acuerdo ideológico con los israelíes. Otros no están de acuerdo, alegando que el consenso con Israel se basó en que había un interés común entre los dos países. Otras milicias alineadas de manera similar, como los falangistas y los Tigres, también cooperaron semi-secretamente con Israel. Esta cooperación fue luego enfatizada por Sakr quien dijo: "El poder del Líbano está en el poder de Israel, y la debilidad del Líbano radica en la debilidad de Israel".
Esta alianza con Israel jugó un papel importante en la prohibición del partido y la expulsión de sus miembros, que en su mayoría huyeron a aquel país. Étienne Sakr, que ahora vive en Nicosia, Chipre, ha admitido desde entonces que Israel ha estado financiando al grupo durante toda su existencia, incluso antes de que comenzara la guerra. Sakr ahora es considerado un traidor al gobierno libanés, junto con personas como Antoine Lahad, que vivió en Tel Aviv.
Según un observador militar israelí, Haim 'Arev, los miembros de los Guardianes de los Cedros eran los mejores y más experimentados combatientes entre las milicias que constituían el Frente Libanés. Establece una conexión directa entre la definición patriótica de los Guardianes y la capacidad de batalla superior de sus combatientes. Afirma que si bien los Guardianes se encontraban entre los partidos más pequeños de la guerra civil libanesa, sus hombres y mujeres idealistas eran soldados del mejor calibre. Más tarde, en el sur del Líbano, los combatientes de los Guardianes tenían la reputación de estar excepcionalmente motivados y estar entre los combatientes más feroces en las filas del Ejército del Sur del Líbano.

## Frente de los Guardianes de los Cedros
El Frente de los Guardianes de los Cedros (en árabe: الجبهة لحراس الأرز, Al-Jabhat li-Hurras al-Arz) fue una organización cristiana de extrema derecha formada en 1974. Aparentemente un grupo disidente, este tenía una ideología muy similar al grupo original, además de expresar los mismos sentimientos antipalestinos y difundirlos a través de grafitis en Beirut Oriental con el nombre de la organización. No se sabe mucho de esta agrupación. Tenía alrededor de 100 miembros, y operó principalmente en Beirut Oriental en la primera fase de la guerra civil libanesa. Después de esto no se ha vuelto a escuchar de ellos. Se asume que fueron reincorporados a los Guardianes de los Cedros en 1977.

## Partido de Renovación Libanés
El Partido de Renovación Libanés (en árabe: حزب التجدد اللبناني, Hizb al-Tajaddud al-Lubnani; francés: Parti de la Renovation Libanaise o PRL) es un partido político prohibido en el Líbano formado en 1972 como el ala política de la organización paramilitar conocida como Guardianes de los Cedros. Según sus seguidores, es un movimiento patriótico y nacionalista, pero es caracterizado normalmente comoextremista y de ultraderecha. Sigue siendo liderado por su fundador, Étienne Sakr (Abu Arz).

### Historia
Fue formado por activistas de derecha en oposición a los refugiados palestinos en el Líbano. Entre los refugiados palestinos había un gran número de miembros de la Organización para la Liberación de Palestina (OLP), especialmente tras los eventos del Septiembre Negro en Jordania. Esto creó mucha tensión en el Líbano, y fue uno de los mayores causantes de la guerra civil en 1975.

#### Guerra civil libanesa
Durante la guerra civil libanesa, el partido y su milicia eran una parte pequeña pero activa de la alianza liderada por los maronitas que luchaba contra los palestinos representados por el Frente Rechacista y la OLP, y sus aliados en el Movimiento Nacional Libanés (MNL) de Kamal Jumblatt. Durante los primeros combates de la guerra, el partido estuvo implicado en las masacres de Karantina y el sitio de Tel al-Zaatar. En 1977, las principales milicias apoyadas por cristianos (el PRL más el Partido Nacional Liberal con su ala armada, la Milicia de Los Tigres y el Partido Falanges Libanesas o Kataeb) formaron la coalición del Frente Libanés. Más tarde, sus milicias se unieron bajo el nombre de Fuerzas Libanesas, pero las Fuerzas Libanesas pronto quedaron bajo el mando de Bashir Gemayel y las Falanges. El Partido de la Renovación Libanés y los Guardianes de los Cedros se opusieron sin concesiones a la ocupación siria del Líbano.
Tras el asesinato de Bashir Gemayel por el miembro del PSNS Habib Shartouni, y después de la Guerra del Líbano de 1982, el partido cooperó con las Fuerzas de Defensa de Israel, y su milicia se unió al Ejército del Sur del Líbano. Después de la retirada de Israel del Líbano en el 2000, la mayoría de los líderes huyeron a Israel. El grupo fue prohibido por el gobierno ahora dominado por Siria tras la ocupación de dicho país al Líbano, y decidió renunciar a sus armas para convertirse en un partido político tradicional. Sigue prohibido y es solo una fuerza menor en la vida nacional. Aun así, parte de la retórica utilizada por el PRL para defender sus políticas internas revivió durante la Revolución del Cedro en 2005, que obligó a la retirada de Siria del Líbano y generó expectativas de reforma política.

### Creencias ideológicas
Artículo Principal: Fenicismo
El Partido de Renovación Libanés es etnocéntrico y cree que el Líbano no es un país árabe. Trabajó mucho para crear o descubrir expresiones culturales no árabes, y llegó a diseñar un nuevo alfabeto para el árabe libanés, que, según afirma, es un idioma por derecho propio. Este alfabeto fue conocido como "Alfabeto Libanés", diseñado por el famoso y reconocido poeta Said Akl, quien simpatizaba con los Guardianes de los Cedros y era el "líder espiritual" de aquel grupo. En consecuencia, el partido se opuso firmemente al panarabismo, que era defendido por muchos en el Movimiento Nacional Libanés de izquierda y en los movimientos palestinos.
Otro elemento distintivo de la política del partido fue que abogó por la cooperación con Israel. Si bien hubo varios otros movimientos del lado cristiano en el Líbano que cooperaron con Israel durante la guerra, el PRL fue la única organización abierta e ideológicamente comprometida con esto, considerando un eje libanés-israelí como la mejor protección contra el panarabismo y los palestinos.

## Actitud hacia los Palestinos y musulmanes libaneses
Los Guardianes de los Cedros eran fuertemente anti palestinos y apoyaron la expulsión por la fuerza de todos los palestinos y otros no libaneses (por ejemplo, sirios) del Líbano, tanto civiles como combatientes armados. Los críticos etiquetaron esto como un llamado a la limpieza étnica o al genocidio. El líder del partido, Étienne Sakr, resumió la actitud de la organización hacia los palestinos en una entrevista con The Jerusalem Post el 23 de julio de 1982:

"Son los palestinos con los que tenemos que tratar. Hace diez años había 84,000; ahora hay entre 600,000 y 700,000. En seis años habrá dos millones. No podemos dejar que llegue a eso. [...] Los llevaremos a las fronteras de la hermana Siria [...] Cualquiera que mire hacia atrás, se detenga o regrese será fusilado en el acto. Tenemos el derecho moral, reforzado por planes de relaciones públicas bien organizados y preparativos políticos."

Sin embargo, en contraste con las políticas de muchas otras milicias sectarias (como las Falanges) y con sus propias actitudes hacia los palestinos, los Guardianes de los Cedros se cuidaron de evitar la impresión de un conflicto religioso. El partido, aunque esencialmente una milicia cristiana y en conflicto violento con la mayoría de las milicias durante la guerra, era formalmente laicista ya que enfatizaba públicamente en una identidad nacionalista secular.

## Fin de la organización armada
El 22 de septiembre de 1988, cuando faltaban 15 minutos para el final del mandato de Amin Gemayel, el general Michel Aoun fue nombrado primer ministro. En 1989, cuando la guerra civil se acercaba a su final, el general Aoun declaró la "Guerra de Liberación" contra Siria para terminar con la ocupación, además de oponerse al Acuerdo de Taif. En una declaración de 1990, los Guardianes de los Cedros apoyaron a la Invasión de Kuwait por Sadam Huseín afirmando que "El arabismo es la mentira indiscutible del siglo XX". Los Guardianes de los Cedros pidieron a los libaneses que se unieran en torno al liderazgo del general Aoun y exigieron la retirada del Líbano de la Liga Árabe. Una vez más se veía al grupo luchar contra las posiciones sirias en Beirut.
Cuando la guerra civil libanesa llegó a su fin en 1990, los cambios políticos debilitaron los movimientos de derecha, principalmente cristianos, que habían existido en décadas anteriores. En octubre de 1990, como parte del fin de la guerra, el gobierno libanés controlado por Siria obligó al primer ministro Aoun a dejar el poder bajo órdenes sirias. A partir de este año, Siria ocupó el Líbano hasta su retirada en 2005.

### Captura de Étienne Sakr
Las Fuerzas Libanesas lideradas por Samir Geagea capturaron al líder de los Guardianes de los Cedros, Étienne Sakr, ya que este apoyó a Michel Aoun. Durante este incidente, sufrió una lesión. Se vio obligado a buscar refugio en Jezzine y finalmente dejó el Líbano hacia Europa después de que Israel retiró sus fuerzas del Líbano. En la actualidad, el gobierno libanés busca a otros miembros de los Guardianes de los Cedros para responder por crímenes de guerra.
Desde el final de la guerra civil en 1990 hasta la retirada israelí del Líbano en el 2000, los Guardianes de los Cedros formaron un elemento del ahora desaparecido Ejército del Sur del Líbano. Desde esa fecha, sus operaciones militares han cesado y operan políticamente, haciendo campaña para eliminar la presencia siria en el Líbano totalmente. Al igual que la Alianza del 14 de marzo, dominada por cristianos y sunitas, el partido ha expresado su apoyo a la insurrección civil en Siria en 2011.

## Movimiento del Nacionalismo Libanés
Hoy, los Guardianes de los Cedros son un partido político legal y completamente funcional; Recientemente, el término Movimiento del Nacionalismo Libanés (en árabe: حركة القومية اللبنانية, Harakat al-Qawmiyya al-Lubnaniyya) abreviado como MNL, se agregó a su nombre y ahora se conoce como Partido de los Guardianes de los Cedros - Movimiento del Nacionalismo Libanés (en árabe: حزب حراس الأرز- حركة القومية اللبنانية).